# SpVgg Hankofen-Hailing
El SpVgg Hankofen-Hailing es un equipo de fútbol de Alemania que juega en la Regionalliga Bayern, una de las ligas que conforman la cuarta división nacional.

## Historia
Fue fundado en el año 1968 en la ciudad de Leiblfing del estado de Baviera y en sus primeros años era un equipo aficionado que se limitaba a jugar dentro de Baviera hasta que en 1992 tuvo una serie de ascensos que lo llevaron a la Bezirksliga en 1995.
Treinta años después de su fundación logra jugar en la Bezirksoberliga Niederbayern, la primera división de Baja Baviera, y se mantuvo en la liga por tres temporadas hasta que en 2001 fue campeón y pasa a jugar en la Landesliga Bayern-Mitte, donde se mantuvo las siguientes cinco temporadas hasta que desciende en 2006.
Tras temporadas donde bajaba y subía de categoría, el club logra jugar en la Bayernliga por primera vez en 2012 en la división sur, liga donde estuvo nueve temporadas consecutivas hasta que en 2022 es campeón de la división y logra el ascenso a la Regionalliga Bayern por primera vez.

## Palmarés
- Bayernliga Sud: 1

2022
- Bezirksoberliga Niederbayern: 3

2001, 2007, 2010
- Bezirksliga Niederbayern-West: 1

1998